# Илирије
Према грчкој митологији, Илири потичу од митског јунака Илирија.

## Илирије
Илирије је име митолошке личности која се појављује у грчкој митологији у неколико митова.
Према Еурипиду, Илирије је био син Кадмоса и Хармоније, који је касније завладао Илиријом и постао родоначелник целог илирског народа.
Са друге стране, према александријској поезији, Илирије је син киклопа Полифема и нимфе Галатеје, који је имао браћу Келта и Гала. Сва три Полифемова сина су отишла са Сицилије и владали су над народима који су носили њихова имена (то су, дакле, Келти, Илири и Гали).
У обе приче, Илирије се појављује као предак Илира.
Илирије је имао шест синова: Енхелеј, Аутарије, Дарданије, Медије, Таулије и Перхебије. Такође је имао и неколико ћерки, међу којима су Парта, Даорта, Дасара итд.
Аутарије је имао сина који се звао Паноније. Паноније је, даље, имао два сина: Скординија и Трибала.